# Henry Bell
Pour les articles homonymes, voir Bell et Henry Bell (homonymie).
Henry Bell, né à Torphichen le 7 avril 1767 et mort à Helensburgh le 14 mars 1830, est un ingénieur mécanicien écossais.

## Biographie
Employé à Londres chez l'ingénieur Rennie, il est le premier qui ait appliqué avec succès en Écosse la vapeur à la navigation. 
Il fait ses premiers essais en 1812 entre Port Glasgow, Glasgow et Greenock et son premier bateau, The Comet, construit en 1812, fait naufrage à Craignish Point près d'Oban. 
En 1825, il construit un deuxième navire qui fait collision avec le steamer Ayr. Cet accident fait 62 morts sur les 80 passagers. Bell abandonne alors ses travaux sur les navires mécaniques et ne s'occupe plus que d'établir des ports et des ponts. 
Claude François Jouffroy d'Abbans, en France, et Robert Fulton en Amérique, avaient déjà fait en 1807 des expériences du même genre.
Dans le roman Le Rayon vert, Jules Verne (qui écrit d'ailleurs Harry Bell) fait détourner (chapitre IV) les yeux de ses personnages Dame Bess et Patridge de l'obélisque établir en hommage à Henry Bell sur le rocher de Dunglass sur la Clyde vers Dumberton, en référence à l'accident de 1825.